# Guerre arméno-azerbaïdjanaise
Ne doit pas être confondu avec Guerre du Haut-Karabagh ou Guerre de 2020 au Haut-Karabagh.
Batailles
Massacres de Chouchi, Invasion soviétique de l'Azerbaïdjan, Invasion de l'Arménie par l'Armée rouge
La guerre arméno-azerbaïdjanaise est un conflit qui éclate entre deux nouveaux États fondés après la révolution russe et la Première Guerre mondiale, l'Arménie et l'Azerbaïdjan, et qui se déroule entre 1918 et 1920, période d'existence de ces deux États jusqu'à leur soviétisation.

## Contexte
Le conflit est dû au Haut-Karabagh, une région disputée par les deux républiques.

## Déroulement
La guerre est déclarée en 1918. Des affrontements ont lieu dans le Zanguezour ainsi que dans le Haut-Karabagh. Un massacre est commis sur les Arméniens, les massacres de Chouchi, où 20000 civils arméniens perdent la vie sur ordre de Khosrov bey Sultanov. Bien qu'une grande partie du Haut-Karabagh est capturée par les Azerbaïdjanais, l'arrivée de l'Armée rouge installe la république socialiste soviétique d'Azerbaïdjan et enclenche la soviétisation de l'Arménie.